# 오부치 유코
오부치 유코(일본어: 小渕 優子, 1973년 12월 11일 ~ )는 일본의 정치인이다.

## 생애
제 84대 내각 총리 대신 오부치 게이조(小渕恵三)의 딸로 자유민주당 소속 중의원 의원이다. 지역구는 군마현 제5구이다. 와세다 대학교 대학원 공공 경영 연구와 전문직 학위 과정 공공 경영학 전공을 수료하고, 공공관리 석사 학위를 취득했다. 제 1차 아베 내각에서 문부 과학 대신 정무관으로 첫 입각을 했고, 내각부 특명 담당 대신(저출산 대책 담당, 남녀 공동 참가 담당)을 겸임했다. 제 2차 아베 내각에서 재무 차관을 역임했고, 개각 후 다시 입각해서 경제 산업 대신 및 내각부 특명 담당 대신(원자력 손해 배생 폐로 등 지원기구 담당)을 겸임했다.

## 역대 선거 결과
|  | 76.38% |

|  | 76.96% |

|  | 67.84% |

|  | 70.97% |

|  | 77.26% |

|  | 71.02% |

|  | 64.95% |

|  | 76.59% |